# Форшкі-Чукам
Форшкі-Чукам (перс. فرشكي چوكام) — село в Ірані, у дегестані Чукам, у бахші Хомам, шагрестані Решт остану Ґілян. За даними перепису 2006 року, його населення становило 1198 осіб, що проживали у складі 344 сімей.

## Клімат
Середня річна температура становить 14,21°C, середня максимальна – 28,23°C, а середня мінімальна – -0,31°C. Середня річна кількість опадів – 1154 мм.
| Клімат поселення                              | Клімат поселення | Клімат поселення | Клімат поселення | Клімат поселення | Клімат поселення | Клімат поселення | Клімат поселення | Клімат поселення | Клімат поселення | Клімат поселення | Клімат поселення | Клімат поселення | Клімат поселення |
| Показник                                      | Січ.             | Лют.             | Бер.             | Квіт.            | Трав.            | Черв.            | Лип.             | Серп.            | Вер.             | Жовт.            | Лист.            | Груд.            |                  |
| Середній максимум, °C                         | 8,84             | 8,72             | 11,52            | 17,26            | 21,68            | 25,27            | 28,23            | 27,95            | 24,46            | 21,00            | 16,27            | 11,77            |                  |
| Середня температура, °C                       | 4,31             | 4,22             | 7,01             | 12,74            | 17,16            | 20,74            | 24,01            | 23,74            | 20,24            | 16,78            | 12,07            | 7,56             |                  |
| Середній мінімум, °C                          | −0,2             | −0,31            | 2,48             | 8,21             | 12,64            | 16,22            | 19,81            | 19,52            | 16,03            | 12,56            | 7,86             | 3,36             |                  |
| Норма опадів, мм                              | 118              | 92               | 85               | 49               | 45               | 29               | 27               | 60               | 131              | 198              | 175              | 145              |                  |
| Середньомісячна швидкість вітру, м/с          | 2.29             | 2.40             | 2.40             | 2.30             | 2.40             | 2.68             | 2.60             | 2.30             | 2.10             | 2.10             | 2.02             | 2.08             |                  |
| Середньомісячна сонячна радіація, кДж/м²·день | 6755             | 8948             | 10917            | 15637            | 20002            | 22433            | 23290            | 19374            | 15728            | 10767            | 8472             | 6479             |                  |
| --------------------------------------------- | ---------------- | ---------------- | ---------------- | ---------------- | ---------------- | ---------------- | ---------------- | ---------------- | ---------------- | ---------------- | ---------------- | ---------------- | ---------------- |
| Джерело:                                      |                  |                  |                  |                  |                  |                  |                  |                  |                  |                  |                  |                  |                  |